# فريد ماكنير
فريد ماكنير (بالإنجليزية: Fred McNair)‏ مواليد 22 يوليو 1950 في واشنطن العاصمة، هو لاعب كرة مضرب أمريكي سابق. كما أنه أحد أبطال الجراند سلام. كان المصنف الأول عالميا في الزوجي في سنة 1976 حيث حقق 16 لقباً للزوجي خلال مسيرته كان أولها في سنة 1973 بكاليفورنيا وآخرها في سنة 1978 في بطولة روتردام للتنس.

## بطولات حققها
- دورة رولان غاروس الدولية

## روابط خارجية
- فريد ماكنير على موقع رابطة محترفي التنس (الإنجليزية)
- فريد ماكنير على موقع الاتحاد الدولي لكرة المضرب (الإنجليزية)
- فريد ماكنير على موقع كأس ديفيز (الإنجليزية)
- فريد ماكنير على موقع خلاصة التنس.كوم (الإنجليزية)